# Лисичји поток
Лисичији поток се налази између Топчидерског брда и Бањице, јужно од Белог двора. Представља слабије насељен крај, са изразито густом шумом. Овде су смештени бројни војно-медицински хангари. Током 1994. године гром је ударио у војно складиште што је довело до великог пожара. Лисичији поток је повезан са Дедињем и Канаревим брдом, налази се на Савском венцу.
Две стотине железничара је ца. 1924. купило 20 хектара земље за подизање својих домова. Друштво за унапређење Дедиња и околине је подигло Краљеву чесму, освећену 5. јула 1936, у спомен на краља Александра, касније запуштену. Крајем 2018. године најављено је обнављање поменуте чесме за коју се залажу „историчари, представници цркве, чланови породице Карађорђевић, архитекте, представници Удружења жртава комунистичког режима, Удружења 'У име народа, за слободну Србију'”. Сваке прве новембарске суботе овде се обележава „комеморативни скуп и парастос невиним жртвама комунистичког режима”. Обнављање чесме је најављено и 2022. године.
До насеља се градским превозом може стићи линијом 34 (Пере Велимировића — Топчидерско брдо /Сењак/).